# Distretto di Luyuan
Il distretto di Luyuan (绿园区S, Lùyuán QūP) è un distretto della Cina, situato nella provincia di Jilin e amministrato dalla prefettura di Changchun.